# Большая игра (Шерлок)
«Больша́я игра́» (англ. The Great Game) — третий эпизод первого сезона телесериала BBC Television «Шерлок». Эпизод впервые был показан 8 августа 2010 года на BBC One и BBC HD. В этом эпизоде Шерлок вынужден расследовать дела, навязанные ему преступным гением Джимом Мориарти (Эндрю Скотт).

## Сюжет
В Национальный музей Англии приходит найденная картина Вермеера. В то же время Джон встречается с Сарой. Однажды он получает известие о взрыве на Бейкер-стрит и устремляется домой, чтобы удостовериться, что Шерлок жив. Майкрофт давит на Шерлока, чтобы он расследовал убийство клерка МИ-6 и исчезновение флэшки с важными планами обороны. Шерлок отказывается, а затем приезжает в Скотланд-Ярд. Внутри разбомбленного сейфа был мобильный телефон, содержащий сообщения для Шерлока, похожий на тот, принадлежащий потерпевшей в эпизоде «Этюд в розовых тонах».
Сообщение приводит Шерлока в собственную квартиру, точнее, закрытую часть, в которой он находит детские кроссовки. Затем он получает вызов от перепуганной женщины, которая читает текст от третьего лица. Если Шерлок не решит загадку в течение двенадцати часов, надетый на ней жилет со взрывчаткой взорвётся. В то время как Шерлок в больнице св. Варфоломея рассматривает кроссовки, Молли Хупер прерывает его и представляет её нового бойфренда Джима. Шерлок делает вывод, что Джим гей, и Молли обижается на Холмса. Шерлок прослеживает обувь мальчика, которая была связана с первым делом Шерлока, которую он пытался разгадать в детстве. Мальчик утонул в бассейне в Лондоне. Холмс  доказывает: мальчик был отравлен ботулином, скрытым в лекарстве от экземы. Шерлок звонит  террористу и объясняет суть преступления. Женщину-заложницу преступник освобождает.
Во втором сообщении показана окровавленная спортивная машина. Второй заложник даёт Шерлоку восемь часов, чтобы раскрыть тайну отсутствия водителя. Шерлок допрашивает жену пропавшего человека и владельца проката автомобилей, и делает вывод, что он недавно был в Колумбии. Кровь в машине была заморожена, и Шерлок понимает: потерянный человек заплатил владельцу агентства за то, что тот помог ему исчезнуть. Шерлок объясняет решение загадки телефонному преступнику. Заложника освобождают.
Третье сообщение связано с гибелью телевизионной личности, по-видимому, из-за столбняка от пореза. Тем не менее, рана была сделана после смерти. Шерлок объявляет: убийца — слуга. Он убивал её, увеличивая дозу ботокса. Хотя Шерлок решил головоломку, заложница была убита из-за того, что начала описывать своего похитителя. Похититель взрывает бомбу, убив заложницу.
Четвёртое сообщение представляет собой фотографию Темзы без звонков от заложников. Шерлок находит труп охранника во время отлива. Его убили из-за того, что охранник знал, что картина Вермеера — подделка. Шерлок по следам удушения понимает, что убийца — великан Голем. Холмс отслеживает убийцу, но слишком поздно, чтобы остановить другое убийство: профессора астрономии, с которой охранник разговаривал, после того как он понял, что обнаруженная картина Вермеера была поддельной. В то время как Шерлок изучает картину, четвёртый звонок от заложника и даёт Шерлоку десять секунд, чтобы доказать, что картина — подделка. Он видит, как слишком недавнюю сверхновую звезду добавили в старую живопись. Он еле успевает, чтобы остановить бомбу. Музейный работник признаётся, что это подделка и что её сообщника звали Мориарти.
Джон исследует случай Майкрофта. Как оказывается, Шерлок тайно следил за расследованием Джоном смерти клерка MI6. Они приходят к брату невесты, который признается, что украл флэшку и случайно убил его. Человек по-прежнему имеет на руках флешку, так как он не знает, как её продать. Шерлок использует его, чтобы выманить Мориарти, но тот похищает Джона и надевает на него взрывным жилет с взрывчаткой. Мориарти появляется и оказывается, что это друг Молли, Джим. Он говорит Шерлоку, чтобы тот прекратил вмешательство, но Шерлок отказывается. Мориарти оставляет их на мгновение, и Шерлок снимает жилет Джона. Мориарти вскоре возвращается с несколькими снайперами, ориентированными на Шерлока и Джона. Шерлок целится из пистолета в жилет, начинённый взрывчаткой.

## Отсылки
Как и во всех эпизодах Шерлока, сюжет имеет отсылки на Артура Конан Дойла.
- Удивительное невежество Шерлока обсуждается на блоге Джона, в них есть некоторые науки, включая астрономию. Это отсылка к рассказу «Этюд в багровых тонах»[1].
- Раздражение Шерлока о том, что простые люди заполняют свои умы бесполезными предметами и не в состоянии использовать свои мозги нормально, также исходит из «Этюда в багровых тонах».
- Эндрю Вест, имя клерка MI6, как и вся линия расследования его убийства, происходит от рассказа «Чертежи Брюса-Партингтона».
- Сцена, когда Шерлок просит Ватсона сказать, что он думает о кроссовках, отсылка на сцену в начале «Голубой карбункул», где Холмс просит Ватсона сказать, что он думает о шляпе господина Генри Бейкера.
- На розовый мобильный телефон приходит первое аудиосообщение с пятью звуковыми сигналами. Холмс говорит о предупреждении об убийстве, что является отсылкой на рассказ «Пять зёрнышек апельсина».
- Толстая Богемская бумага происходит от рассказа «Скандал в Богемии».
- Заявление Шерлока «Я бы потерялся без моего блогера» — отсылка на фразу «Я бы потерялся без моего Босвелла» из «Скандала в Богемии».
- Сеть бездомных Холмса, которые помогают ему найти Голема, называются его «глазами и ушами по всему городу», похожи на мальчишек, которые появляются во многих рассказах о Шерлоке Холмсе.
- Шерлок стреляет пистолетом на смайлик, распылённый на стене в начале эпизода. Это отсылка на «Обряд дома Месгрейвов», в котором Холмс выстреливал монограмму королевы Виктории на стене.
- Сцена, где Ватсон рассматривает обувь, напоминает сцену в «Установлении личности», где он пытается вывести информацию о мисс Мэри Сазерленд. Замечание Шерлока, что Ватсон пропустил все важные детали, также из того же рассказа.

## Производство
Согласно аудиокомментарию на DVD «Большая игра» — первый эпизод «Шерлока», направленный в производство после заказа сериала. Сезон был снят в обратном порядке из-за того, что сосоздатель сериала и сценарист «Этюда в розовых тонах» Стивен Моффат был занят пятым сезоном «Доктора Кто».
Эндрю Скотт впервые появился в роли Джима Мориарти в «Большой игре». Моффат сказал: «Мы знали, что мы хотели сделать из Мориарти с самого начала. Мориарти, как правило, довольно скучный злодей. Мы решили его сделать абсолютным психопатом, кем-то, кто может быть по-настоящему пугающим». Моффат и Гэтисс изначально не собирались включать противостояние между Мориарти и Шерлоком в первые три эпизода, однако поняли, что «просто обязаны были сделать сцену противостояния. Должны сделать свою версию сцены из „Последнего дела Холмса“, в которой два заклятых врага впервые встречаются».
Наружные сцены дома Шерлока на Бейкер-стрит, 221B были отсняты на Гауэр-стрит, 185. Съёмки на Бейкер-стрит были невозможны из-за плотного движения и большого количества вывесок, относящихся к Шерлоку Холмсу, которые пришлось бы снять или замаскировать. Сцены в лаборатории Шерлока были сняты в университете Кардиффа. Частично «Большая игра» была снята в заброшенном сооружении по очистке сточных вод.

## Показ и критика
«Большая игра» был впервые показан в воскресенье, 8 августа 2010 года на BBC One. За ночь эпизод посмотрело 7,34 миллионов человек на BBC One с долей просмотра в 31,3 %. Финальные рейтинги возросли до 9,18 миллионов.

### Отзывы критиков
Крис Тилли из IGN оценил «Большую игру» на 9,5/10, охарактеризовав его как «захватывающий [эпизод] от начала до конца». Он также написал, что Мориарти «не разочаровал — такого воплощения этого персонажа на экране ещё не было». Он похвалил сценарий, сказав, что «похвалы должны отойти Марку Гэтиссу, так как его сценарий является идеальной комбинацией классической истории Конан Дойла и современных технических средств и юмора, создающая запутанную детективную историю — идеальное сочетание нового и старого»; кроме того он отметил актёрскую игру Камбербэтча и Фримена. Джон Тети в статье для The A.V. Club дал эпизоду «A-», назвав его «необычайно насыщенным для 90 минут». Он также похвалил игру Эндрю Скотта, написав, что его «представление Мориарти захватывающее отклонение от более ранних образов персонажа». Сэм Уолластон из The Guardian был оптимистично настроен по отношению к сериалу, сказав, что «он [сериал] был умным, увлекательным и в достаточной мере запутанным»; он также отметил «Большую игру» — «мешанина, которая выстрелила» и «настолько волнующий эпизод, что едва ли можно усидеть на месте».